# فاكوندو غارسيا
فاكوندو غارسيا (بالإسبانية: Facundo García)‏ (16 ديسمبر 1999 بأولافاريا في الأرجنتين - ) هو لاعب كرة قدم أرجنتيني في مركز الوسط.

## وصلات خارجية
- فاكوندو غارسيا على موقع قاعدة بيانات كرة القدم.إي يو (الإنجليزية)
- فاكوندو غارسيا على موقع Soccerway.com (الإنجليزية)